# 後上歯槽神経
後上歯槽神経（こうじょうしそうしんけい）は三叉神経第2枝である上顎神経の枝の一つ。上顎神経が眼窩下溝に入る前に分岐する。通常2本あるが、1本の時もある。
上顎結節部を下に向かい、幾つかの枝を歯肉と周囲の頬粘膜に送る。その後上顎骨の上顎骨体側頭下面より歯槽管に入り、骨内で前に進み、中上歯槽神経と交流し、上顎洞内膜、歯肉、大臼歯へ枝を出す。大臼歯への枝は歯根の根尖孔より歯髄腔へと向かう。
後上歯槽神経は第二・第三大臼歯および、第一大臼歯の3根のうち近心頬側根以外の2根へと枝を出す。後上歯槽神経ブロックを行った場合、近心頬側根は約72%の確率で麻酔される。

## 追加画像

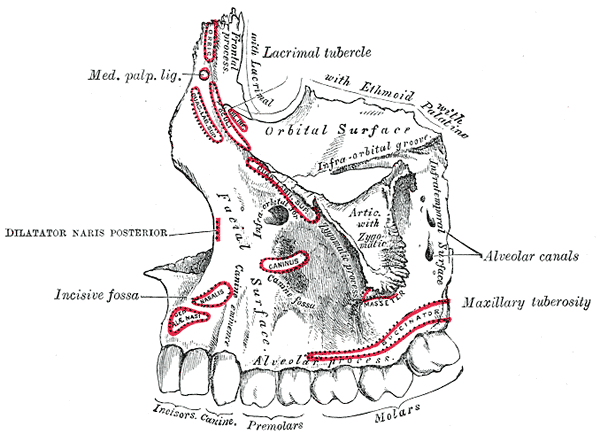
Left maxilla. Outer surface.